# Castillo de Castromembibre
El castillo de Castromembibre se encuentra en la población de Castromembibre, provincia de Valladolid (Castilla y León, España). En la actualidad todavía se pueden ver los restos de un torreón circular.

## Atalaya El molino
El torreón, denominado como castillo de Castromembibre, pudo ser solamente una de las atalayas que se utilizaban para la vigilancia. También se cree que pudo ser o utilizarse como molino de viento, de ahí el nombre, atalaya 'El molino' que también se usa.